# Mīlāsh
Mīlāsh (persiska: میلاش) är en ort i Iran.   Den ligger i provinsen Gilan, i den norra delen av landet, 170 km nordväst om huvudstaden Teheran. Mīlāsh ligger 643 meter över havet och antalet invånare är 110.
Terrängen runt Mīlāsh är bergig österut, men västerut är den kuperad. Mīlāsh ligger nere i en dal. Runt Mīlāsh är det ganska tätbefolkat, med 134 invånare per kvadratkilometer. Närmaste större samhälle är Raḩīmābād, 18,4 km nordost om Mīlāsh. I omgivningarna runt Mīlāsh växer i huvudsak blandskog.